# Edgardo Donato
Edgardo Felipe Valerio Donato (Buenos Aires, 14 aprile 1897 – Buenos Aires, 15 febbraio 1963) è stato un violinista, compositore e direttore d'orchestra argentino.

## Biografia
Figlio di genitori italiani e musicisti, si trasferì a Montevideo ancora bambino. Il padre fu musicista dilettante (mandolino, violoncello) e direttore di un'orchestra da camera.
Cominciò i suoi studi musicali al conservatorio Franz List di Montevideo all'età di 10 anni. Dopo i vent'anni divenne professionista entrando nell'orchestra del bandoneonista argentino  José " El Negro" Quevedo, in cui suonava il piano Enrique Delfino. Nel 1922 compone il famoso tango Julian, interpretato tra gli altri da Rosita Quiroga.
Dopo breve tempo compose quello che gli diede fama: uno dei quattro tanghi più conosciuti al mondo: A Media Luz (1924), con le parole di Carlos César Lenzi . I migliori direttori e cantanti lo eseguirono: primo fra tutti, Carlos Gardel (1926).
Dopo aver formato un'orchestra con Roberto Zerrillo, sciolta poi nel 1930, provò a costituirne una tutta sua con la quale cominciò a registrare dischi con la casa Brunswick; partecipò al film ¡Tango! del 1933, primo film interamente sonoro in Argentina. Passò alla casa discografica Odeon e scrisse musica per vari film. Suonò in radio, in vari club e cabaret. 
Donato era un tipo distratto e allegro, dicevano di lui che viveva sulla luna; una volta, chiacchierando sul tram con un amico, scese dalla vettura scordandosi completamente di sua moglie che rimase sul tram. Ascoltando il cantante Adolfo Rivas che cantava in una sala d'incisione disse che avrebbe voluto averlo nella sua orchestra, scordandosi che il cantante stava incidendo proprio per lui.
Morì a Buenos Aires.

## Composizioni e orchestre

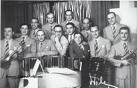
Edgardo Donato e la sua orchestra

Donato ha composto più di duecento tanghi, molti dei quali famosi e parecchio eseguiti ancora oggi dalle orchestre moderne. Ricordiamo tra questi, oltre a A media Luz e Julian: El Huracan, T.B.C., Olga, Pensalo Bien.
Nella sua orchestra cantarono famose voci come Antonio Maida, Hugo del Carril, Horacio Lagos, Lita Morales e l'uruguaiano Romeo Gavioli (Gavio).
Ultimamente i ballerini hanno rivalutato Donato come direttore, e adesso nelle milonghe di tutto il mondo è quasi obbligatorio suonare musica dell'orchestra di Edgardo Donato, per l'eleganza dei suoi tracciati melodici, per il pizzicato degli archi (lui stesso si produceva in assoli al violino), per la ricchezza ritmico-melodica che la distingue, unite alla maestria dei suoi cantanti che spesso duettano in maniera superba. La sua seconda orchestra andò avanti fino al 1945. Riformò un'altra orchestra integrando il famoso bandoneonista Julian Plaza.
Altre famose interpretazioni dell'orchestra, non composte da Donato, sono le milonghe Sacale Punta, Ella es asi, il vals La Tapera, i tanghi Sinsabor , Chiqué, El Adios.